# Savoy Ballroom
Pour les articles homonymes, voir Savoy.
Le Savoy Ballroom est un ancien club de jazz et discothèque de New York, dans le quartier de Harlem.
Il entre en activité le 12 mars 1926. Situé au 596 Lenox Avenue, entre les 140e et 141e rue, il a été ouvert par l'entrepreneur Jay Faggen et l'homme d'affaires Moe Gale. Il a été géré par l'homme d'affaires afro-américain et le chef civique Charles Buchanan.
Il a cessé ses activités en 1958, puis a été démoli pour la construction d'un complexe d'habitation entre mars et avril 1959.

## Histoire
Le Savoy est situé au 596 Lenox Avenue, entre les 140e et 141e rue. Il a été inspiré par le Roseland Ballroom de New York. Le Roseland était un club de danse swing principalement blanc. Avec la montée en popularité du swing, The Savoy a donné aux danseurs noirs un lieu tout aussi beau. La salle de bal, qui mesurait 929 m2, était au deuxième étage et long d'un pâté de maisons. Il pouvait accueillir jusqu'à 4 000 personnes. L'intérieur était peint en rose et les murs étaient en miroir.
Il entre en activité le 12 mars 1926, sur l'impulsion de l'entrepreneur Jay Faggen et de l'homme d'affaires Moe Gale. En 1926, le Savoy contenait un hall spacieux encadrant un immense lustre en verre taillé et un escalier en marbre.
La salle de bal Savoy a été nommée d'après l'Hôtel Savoy à Londres, hôtel le plus réputé du monde à cette époque , de par son luxe et son côté prestigieux.
Contrairement à de nombreuses salles de bal comme le Cotton Club, le Savoy Ballroom a toujours eu une politique de non-discrimination. La clientèle était à 85 % noire et 15 % blanche, même si parfois il y avait une répartition égale.
Louis Armstrong figure parmi les grands musiciens qui s'y sont produits.
Le Savoy a participé à l'Exposition universelle de New York de 1939, présentant « L'évolution de la danse noire ».
La salle de bal a été fermée en avril 1943 à la suite d'« accusations de vice déposées par la police et l'armée ». Sa licence a été renouvelée à la mi-octobre de la même année.

## Démolition

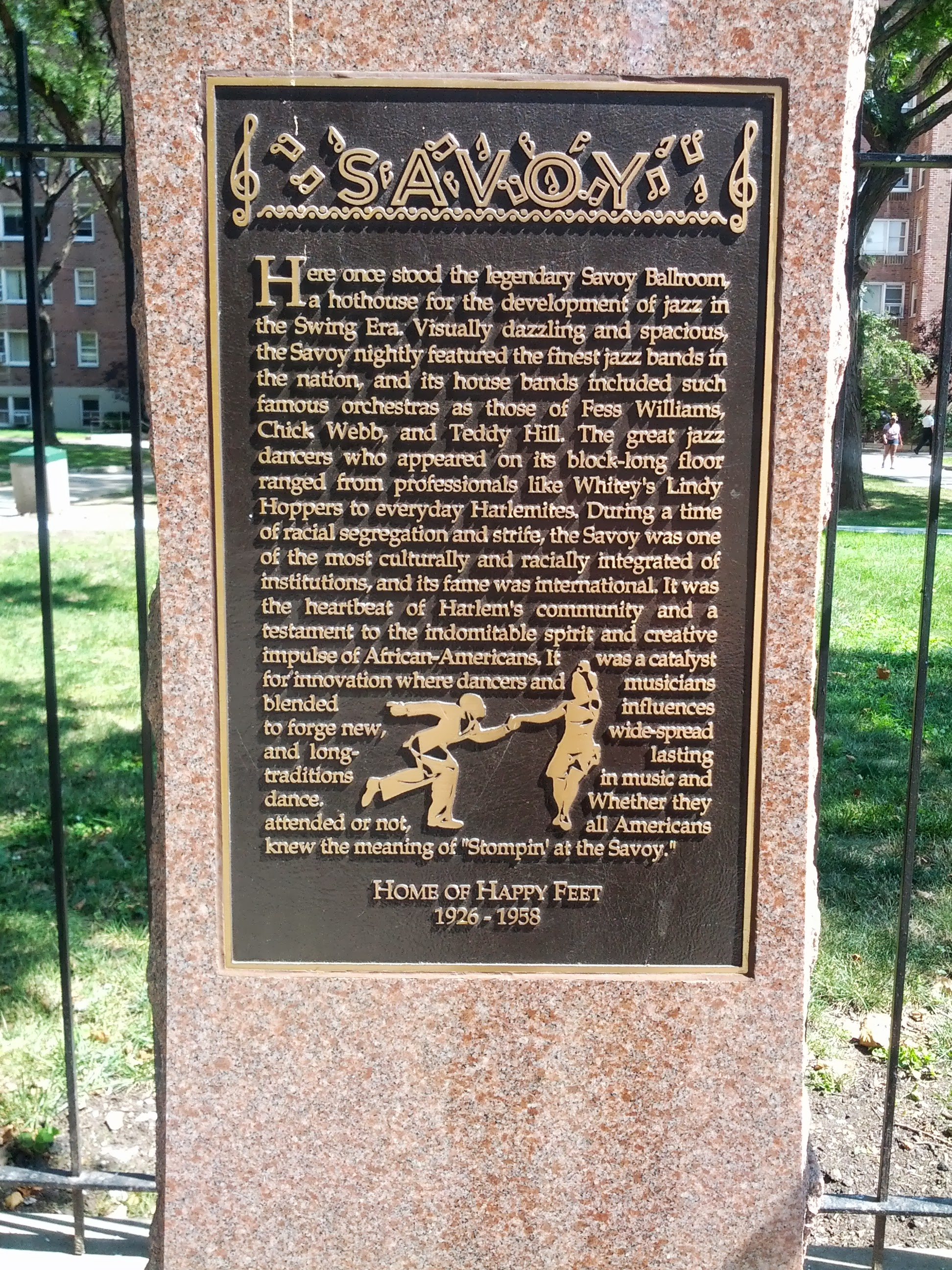
Plaque commémorant la Savoy Ballroom à Harlem, New York.

La salle de bal a cessé ses activités le 10 juillet 1958 ou en octobre 1958, selon les sources. Malgré les efforts déployés pour la sauver par le président de l'arrondissement Hulan Jack, le directeur et copropriétaire Charles Buchanan, les clubs et les organisations, la salle de bal Savoy a été démolie pour la construction d'un complexe d'habitation entre mars et avril 1959. Le maire a été la cible de protestations. Les installations de la salle de bal ont été vendues aux enchères pour un projet caritatif. Le 26 mai 2002, Frankie Manning et Norma Miller, membres de Whitey's Lindy Hoppers, ont dévoilé une plaque commémorative pour la Savoy Ballroom sur Lenox Avenue entre les 140e et 141e rues.